# Orgnac-l'Aven
Orgnac-l'Aven è un comune francese di 555 abitanti situato nel dipartimento dell'Ardèche della regione dell'Alvernia-Rodano-Alpi.
Il territorio del Comune di Orgnac-l'Aven fa parte della rete Grand site national di Francia.

## Società

### Evoluzione demografica
Abitanti censiti